# Gana Maksimova
Gana Maksimova –en ruso, Гана Максимова– (14 de marzo de 1970) es una deportista rusa que compitió en natación sincronizada. Ganó cuatro medallas en el Campeonato Europeo de Natación entre los años 1989 y 1995.

## Palmarés internacional
| Representando a la URSS |                         |                  |        |
| Campeonato Europeo      |                         |                  |        |
| Año                     | Lugar                   | Medalla          | Prueba |
| 1989                    | Bonn (RFA)              | Medalla de plata | Equipo |
| 1991                    | Atenas (Grecia)         | Medalla de oro   | Equipo |
| Representando a Rusia   |                         |                  |        |
| Campeonato Europeo      |                         |                  |        |
| Año                     | Lugar                   | Medalla          | Prueba |
| 1993                    | Sheffield (Reino Unido) | Medalla de oro   | Equipo |
| 1995                    | Viena (Austria)         | Medalla de oro   | Equipo |